# السهام الحمر
السهام الحمر (بالإنجليزية: Red Arrows، ريد أروز)، هو الاسم الذي اشتهر به فريق  سلاح الجو الملكي للاستعراض الجوي، وهو مكون من نخبة من الطيارين البريطانيين الأكفاء. أسس الفريق رسميا في 1 مارس 1965 ويستخدم الفريق طائرات التدريب المتقدمة البي أي إي هوك. الفريق جزء من قاعدة سلاح الجو الملكي سكامبتون في لينكولنشير، إنجلترا حيث يمارس فيها تدريباته. في عام 1966، تم زيادة الفريق إلى تسعة أعضاء. ومنذ تأسيسه قدم الفريق أكثر من 4,000 عرض في 53 دولة.

## تاريخ الفريق

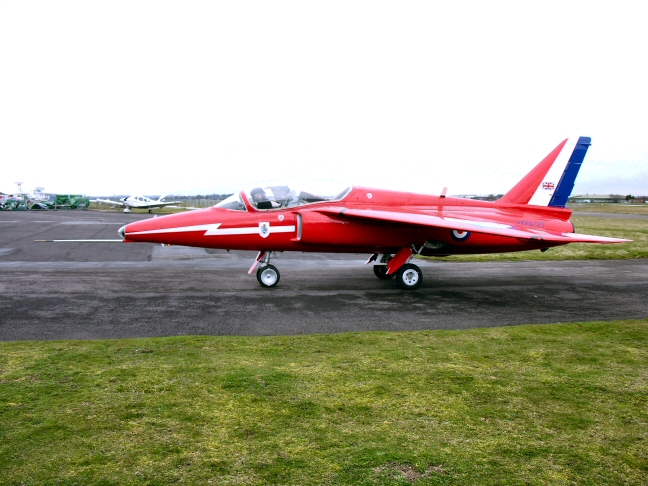
استخدمت الطائرة جنات من قبل السهام الحمر منذ نشأته وحتى عام 1979.

يعود تاريخ الفريق إلى أواخر 1964 وأسس رسميا في 1 مارس 1965. ويعود سبب تأسيس الفريق إلى منتصف الستينيات، حيث كان هناك عدد كبير من فرق الاستعراض الجوي بالمملكة المتحدة التابعة لسلاح الجو الملكي. فقرر سلاح الجو حل هذه الفرق وتأسيس فريق واحد متميز. في عام 1964 أسس فريق البجعات الحمر بست طائرات جت بروفوست تي أم كي-4 ليكون فريق الاستعراض الرسمي لسلاح الجو الملكي. في السنة نفسها تم تأسيس فريق آخر، يلو جاكس، بطائرات جنات، والذي تحول إلى السهام الحمر في السنة التالية، وتولى الفريق مهام البجعات الحمر ليمثل سلاح الجو الملكي رسميا. وبدأ الفريق بعشر طائرات جنات وسبع طيارين.

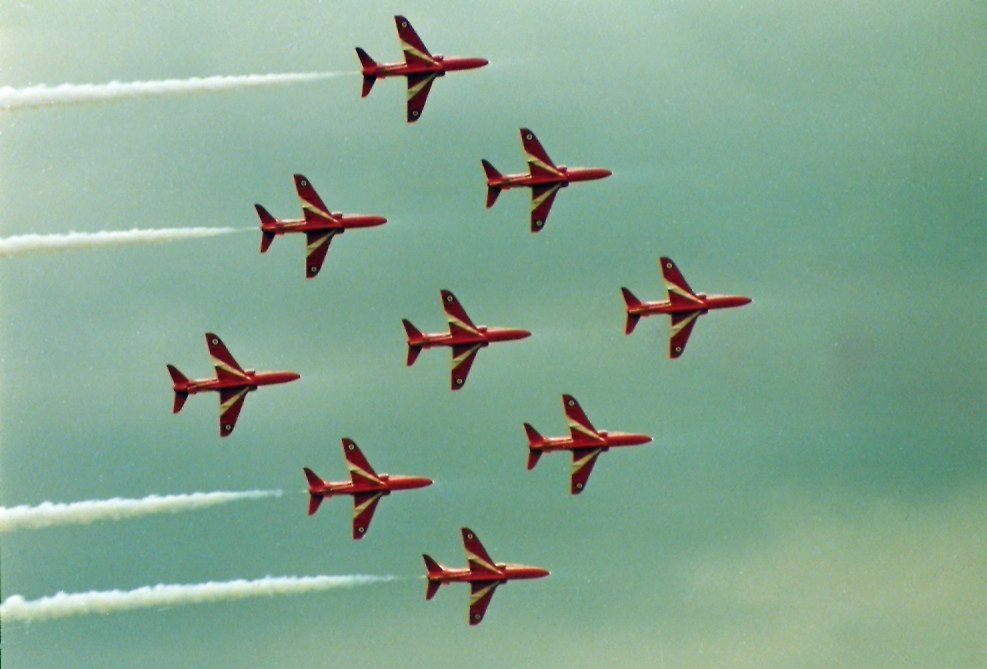
السهام الحمر في تشكيلة الألماس.

كان أول موسم استعراض للسهام الحمر عام 1965 حيث قدم الفريق 65 عرضا في عدة دول أوروبية. في عام 1966 أضيف طياران آخران ليصل عدد الطيارين إلى 9، ولكن بقي الطياران كطيارين احتياطيين. مثل هذا عدة صعوبات، حيث كان على الطيارين الإضافيين أن يتعلما كل المناورات فكل منصب في الفريق يطلب علم مخصص، وعلى كل من الطيارين ملء أي منصب في مهلة قصيرة وبذلك اكتسبا مهارة وخبرة أعلى من باقي الفريق. كان الفريق يطير بتسع طائرات بين الفترة والأخرى، ولكن من بعد 1969 بدأ الفريق يطير بتسع طائرات رسميا في العروض. بتسع طائرات استطاع الفريق أن يطير بتشيكلة الألماس والتي سجلت من قبل الفريق كعلامة تجارية.
في عام 1979 استلم السهام الحمر طائرات هوك والتي تستعمل إلى الآن. منذ التأسيس قدم الفريق أكثر من 4000 عرض في 53 دولة حول العالم. تم تسمية الفريق بالسهام الحمر لسببين ففي 1965 كانت معظم طائرات التدريب التابعة لسلاح الجو الملكي حمراء اللون وأيضا إحدى الفرق السابقة، البجعات الحمر، كانت طائراتها حمراء اللون، وأما “السهام” فيأتي إكراما للفريق الذي يعتبر أساس الفريق الحالي وهو فريق السهام السود، فريق طيران استعراضي في أواخر الخمسينيات وأوائل الستينيات.

## الفريق

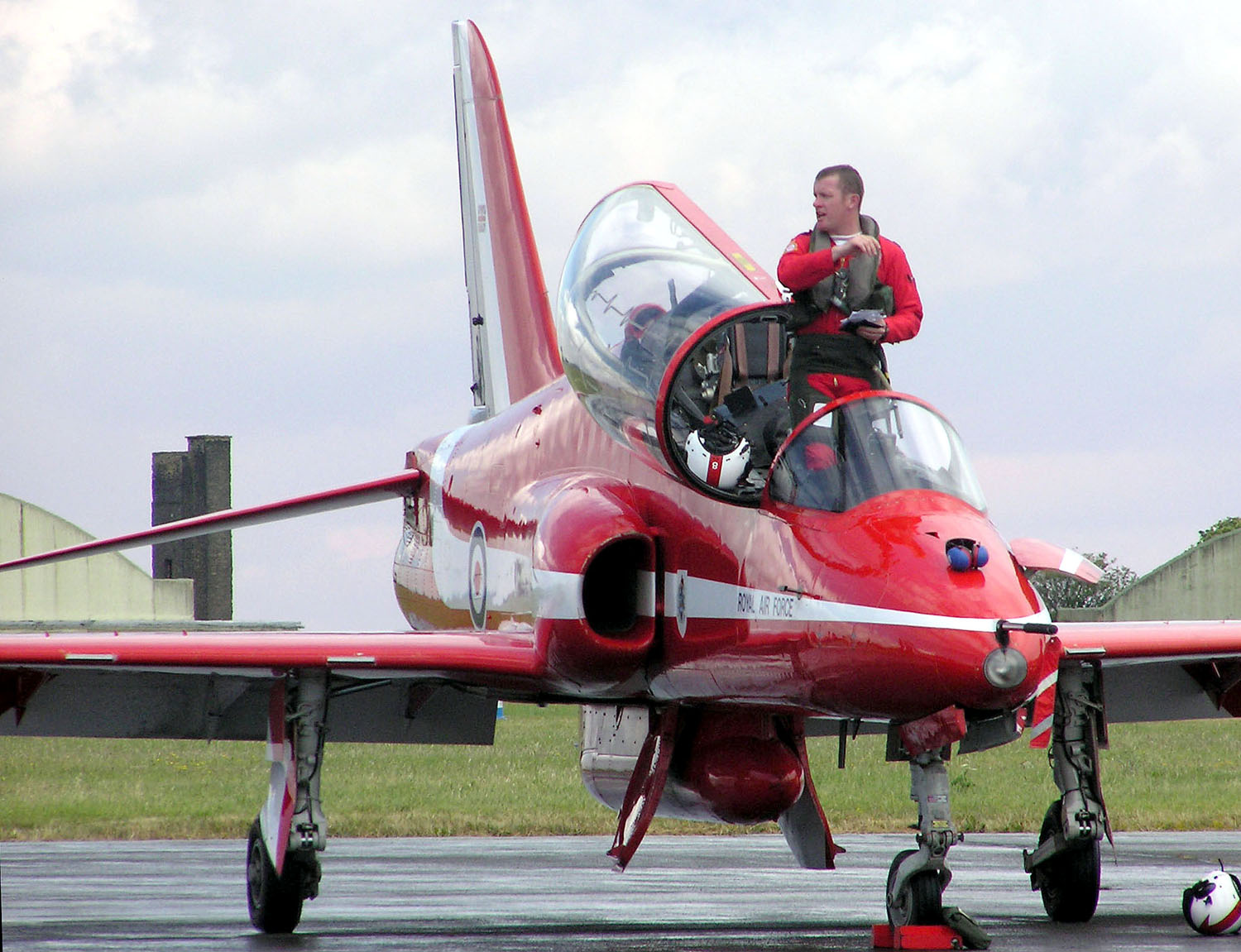
طيار يخرج من طائرته بعد الانتهاء من عرض.

يتكون الفريق من 9 طيارين دائما، يستبدل ثلاثة منهم كل عام. ويمضي كل طيار مدة ثلاث سنوات في الفريق. وتجرى عملية الاستبدال يكون كل طيار قد أمضى الثلاث سنوات بالكامل في الفريق. الطيارون هم نواة الفريق فهم من يقوم بالطيران الاستعراضي. ويساندهم فريق دعم من 85 مهندس وفني. يلبس الطيارون بزة طيران حمراء ويلقبون بالحُمْر (Reds) أما أفراد فريق الدعم فيلبسون بزات زرقاء ويلقبون بالزُرْق (Blues) وذلك لمعرفة مهمة الشخص من لون بزته.

### الطيارون
الطيارون هم متطوعون من سلاح الجو الملكي يمتلكون قدرات فوق المعدل ولهم أكثر من 1500 ساعة الميداني. لا يتم اختيار طياري المروحيات أو طائرات النقل والشحن وذلك لأنهم لا يملكون القدرات ولا مهارات الطيران الضرورية للاستعراضات الجوية.
يضاف رقم إلى اللقب “ريد” للطيارين، وتبدأ الألقاب بـ ريد 1 (بالإنجليزية: Red 1) وتنتهي بـ ريد 10 (بالإنجليزية: Red 10). يعرف ريد 1 إلى 5 ب“إيند” وريد 6 إلى 9 بـ“جيبو” أما ريد 10 فهو مدير الفريق ولا يشارك في الاستعراضات ولكن يطير في التدريبات ويقوم بمهام التصوير أثناء الطيران.
ريد 1 هو قائد الفريق، وللحصول على هذه المهمة فعليه استكمال 3 سنين كطيار استعراض في السهام الحمر. أما ريد 7 وطيار آخر فهما الطياران اللذان يطيران مقابل بعضهما معكوسين في العرض الثنائي في الجزء الثاني من العرض. يكون دائما ريد 7 هو قائد الاستعراض الثنائي ويكون طيارا في السنة الثالثة في الفريق وله الصلاحية في اختيار الطيار الثاني للعرض من أي من طياري السنة الثالثة.

### فريق الدعم
إلى جانب الطيارين يعمل فريق دعم يتضمن مدير الفريق، مدير الطريق والمعروف بريد 10 وهو طيار لا يشارك بالاستعراضات، مدير علاقات عامة والذي يكون مدنيا، ضابطا هندسة، ضابط إداري وما يقرب من 85 فنيا وموظفي إدارة آخرين. يعرف الفنيون ببلوز (أو زرق) وذلك نظرا للون اللبسات التي يلبسونها. ويطير مع كل طيار فني إلى مكان الاستعراض إذا كان الفريق ذاهبا بعيدا عن مقره وذلك لمساندة الفريق في المطارات الخارجية. دور ريد 10 هو إدارة الفريق عند ذهاب الفريق إلى أماكن الاستعراض. يطير ريد 10 في طائرة هوك أيضا، ولكن لا يشارك في العروض ويترك الطائرة كاحتياط إذا احتاج إليها الفريق إن لم تعمل إحدى طائراتهم. أكثر التصوير الجوي يؤخذ من طائرة ريد 10 وفي رحلات عبور إلى منطقة العرض يطير في التشكيلات مع الفريق.

## الطائرات

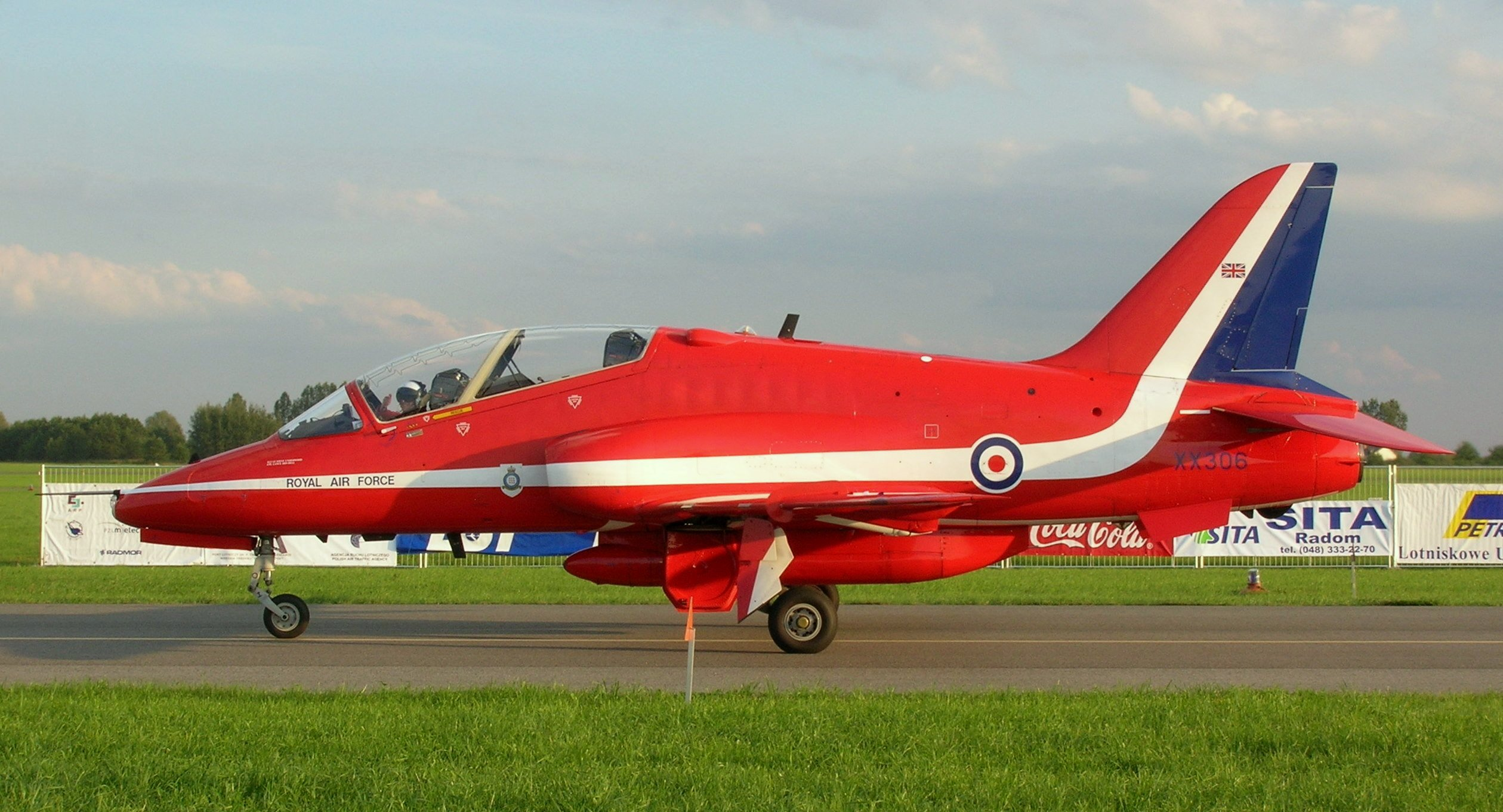
منذ 1979 يستخدم الفريق طائرات البي أي إي هوك.

استخدم السهام الحمر دائما طائرات تدريب سريعة التي تستعمل من قبل سلاح الجو الملكي ولا تستعمل طائرات الخدمة الأمامية لارتفاع أسعارها. حاليا يستخدم الفريق طائرات التدريب المتقدمة البي أي إي هوك تي مارك-1، بدأ استخدام الهوك في 1979 وذلك بعد استخدام طائرة جنات منذ نشأة الفريق في 1965.
يستخدم فريق السهام الحمر 13 طائرة هوك،  منها 10 جاهزة للخدمة أثناء العروض حيث تستعمل 9 طائرات في العروض وتبقى إحداهن كاحتياط لتأخذ مكان طائرة إذا لزم الأمر. يطير في الطائرة العاشرة طيار هوك متمكن، ويذهب مع الفريق إلى مكان العرض، ولا تشارك الطائرة العاشرة في العرض حيث أن هناك 9 طيارين متدربين للعروض فقط وتبقى الطائرة كاحتياط فقط.
الطائرات التي تستعمل شبيهة للطائرات التي تستعمل للتدريب المتقدم من قبل سلاح الجو الملكي في أر أي أف فالي بويلز، ولكن يبقى الفرق في المحرك الأقوى بقليل والذي يتجاوب بشكل أسرع وإضافة نظام توليد الدخان. يعمل نظام توليد الدخان بضخ ديزل على عادم المحرك النفاث لكي يفرز دخان أبيض، أيضا يضاف أصباغ لإعطاء الألوان المستخدمة في العرض وهما الأزرق والأحمر. يوجد خزان تحت هيكل كل طائرة والذي يسمح لخمس دقائق من إفراز دخان أبيض ودقيقة لكل من الدخان الأزرق والدخان الأحمر.

## برنامج عمل الفريق السنوي
جرت العادة أن يستبدل 3 طيارين سنويا في الفريق، وما أن ينضم إليه 3 طيارين جدد، وبمجرد انتهاء موسم العروض الجوية في نهاية فصل الصيف، يبدأ الفريق تدريباته مجددا. في بداية التدريب يلبس عناصر الفريق بأكمله بزة خضراء، وتبدأ التدريبات على تشكيلات مكونة من 3 إلى 4 طائرات. يشارك كل طيار في الفريق في 3 طلعات يومية على مدى 5 أيام في الأسبوع. تُصور كل الطلعات بكاميرات خاصة لكي يتمكن عناصر الفريق من مشاهدتها للقيام بتحسين أدائهم. بعد حوالي 5 أشهر من بداية التدريب يبدأ الفريق في الطيران بتشكيلات مكونة من 9 طائرات.
تخضع طائراتهم الهوك ال 13 أثناء موسم التدريب إلى صيانة كاملة، حيث تفكك الطائرات جميعا بصورة كاملة ويتم فحص قطعها واحدة واحدة بشكل دقيق وتصليح ما تعطل منها أو استبدال ما لا يمكن إصلاحه. وحتى لا يتأخر برنامج الفريق التدريبي، يبرمج فريق الصيانة عمله بحيث تبقى بعض الطائرات في متناول الطيارين للحيلولة دون انقطاعهم عن التدريب. ذلك بحساب أن استكمال عملية صيانة كل طائرة على حدة تحتاج ما بين 4 إلى 16 أسبوعا.
عند انتهاء التدريبات وأعمال الصيانة في لينكونشير ينتقل الفريق للمرحة الأخيرة من تدريباته وذلك في قاعدة أر أي أف أكروتيري في قبرص بسبب اعتدال الأحوال الجوية خلال فصل الشتاء هناك مقارنة بلينكولنشير.
بعد استكمال التدريبات، يمنح أفراد الفريق رخصة استعراض عام من قبل القائد الأعلى للفريق وذلك إذا قدّر أن الفريق مستعد تماما ويستطيع تحقيق السلامة والطيران بكفاءة عالية أثناء الاستعراض. بعد ذلك يلبس الفريق بزتان حمراء للطيارين وزرقاء لفريق الدعم.
يبدأ موسم السهام الحمر الجديد للعروض الجوية، والتي عادة تبدأ في مايو وتنتهي في سبتمبر من كل سنة. حيث يلبي الفريق ما يقارب من 80 دعوة للعروض في كل موسم من قرابة 300 دعوة يتلقونها سنويا.

## حوادث وأحداث
- 1987 - تصادم طائرتين هوك تابعة للسهام الحمر وسقوط إحداهن على بيت في ولتن لينكولنشير دون وقوع إصابات بشرية.[9]
- 1998 - في 14 يوليو تسبب طير في هبوط إحدى طائرات الفريق اضطراريا في أر أي أف بريز نورتن وذلك إثر دخول الطائر في محركها مما أدى إلى تعطيله. ولم تكن هناك أي إصابات.[10]
- 2003 - في 9 سبتمبر واجهت طائرة هوك تابعة للفريق مشاكل عند هبوطها بمطار جيرزي ما أدى إلى انحراف الطائرة من المدرج، ولم تكن هناك أي اصابات.[11]
- 2007 - تصادم طائرتين من دون إصابات أثناء التدريب. حيث صدم طرف جناح إحدى الطائرات ذيل طائرة أخرى.[12]
- 2010 - في 23 مارس تصادم طائرتين هوك في الجو أثناء تدريبات قبل بدء الموسم في كيساموس، بجزيرة كريت اليونانية. استطاع أحد الطيارين الرجوع إلى المطار بسلام، أما الثاني فاضطر لاستخدام مقعد القذف لخروج من الطائرة مع خلع بمفصل الكتف.[13]

2011
- - في 20 أغسطس تحطمت طائرة هوك بالقرب من مطار بورنموث أثناء احتفال بورنموث الجوي ومقتل الطيار وهو طيار أحمر أربعة.[14]
  - في 8 نوفمبر تم قذف الطيار من طائرته وهي على الأرض بواسطة مقعد القذف وقد توفي متأثرا بجروحه.[15]

## صور

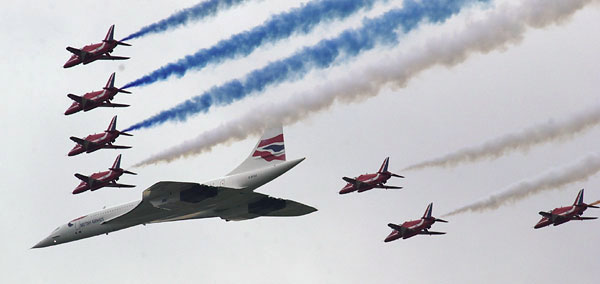
السهام الحمر في تشكيلة مع الكونكورد في احتفال اليوبيل الذهبي للملكة إليزابيث.
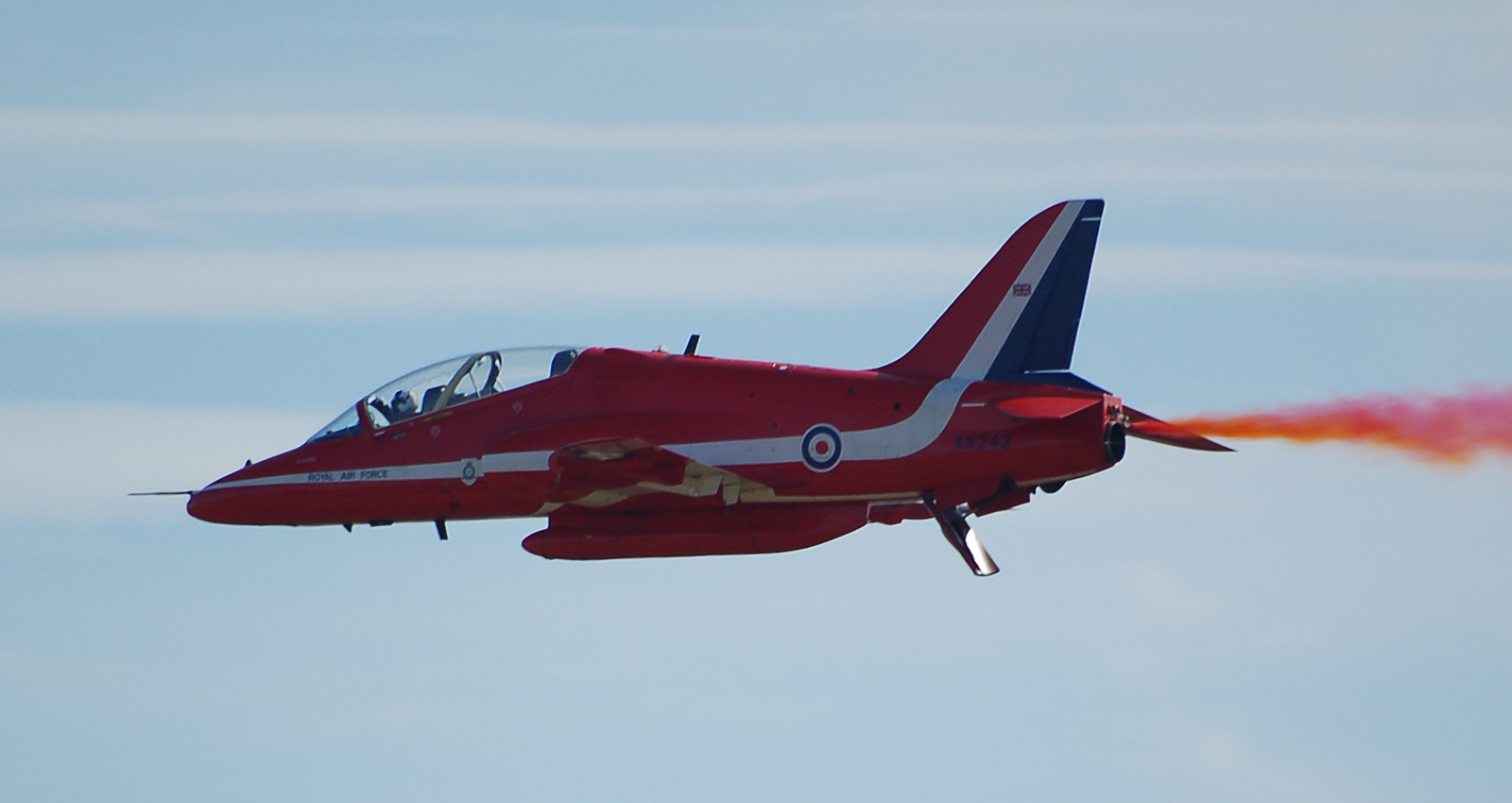
إحدى طائرات السهام الحمر بدخان أحمر.
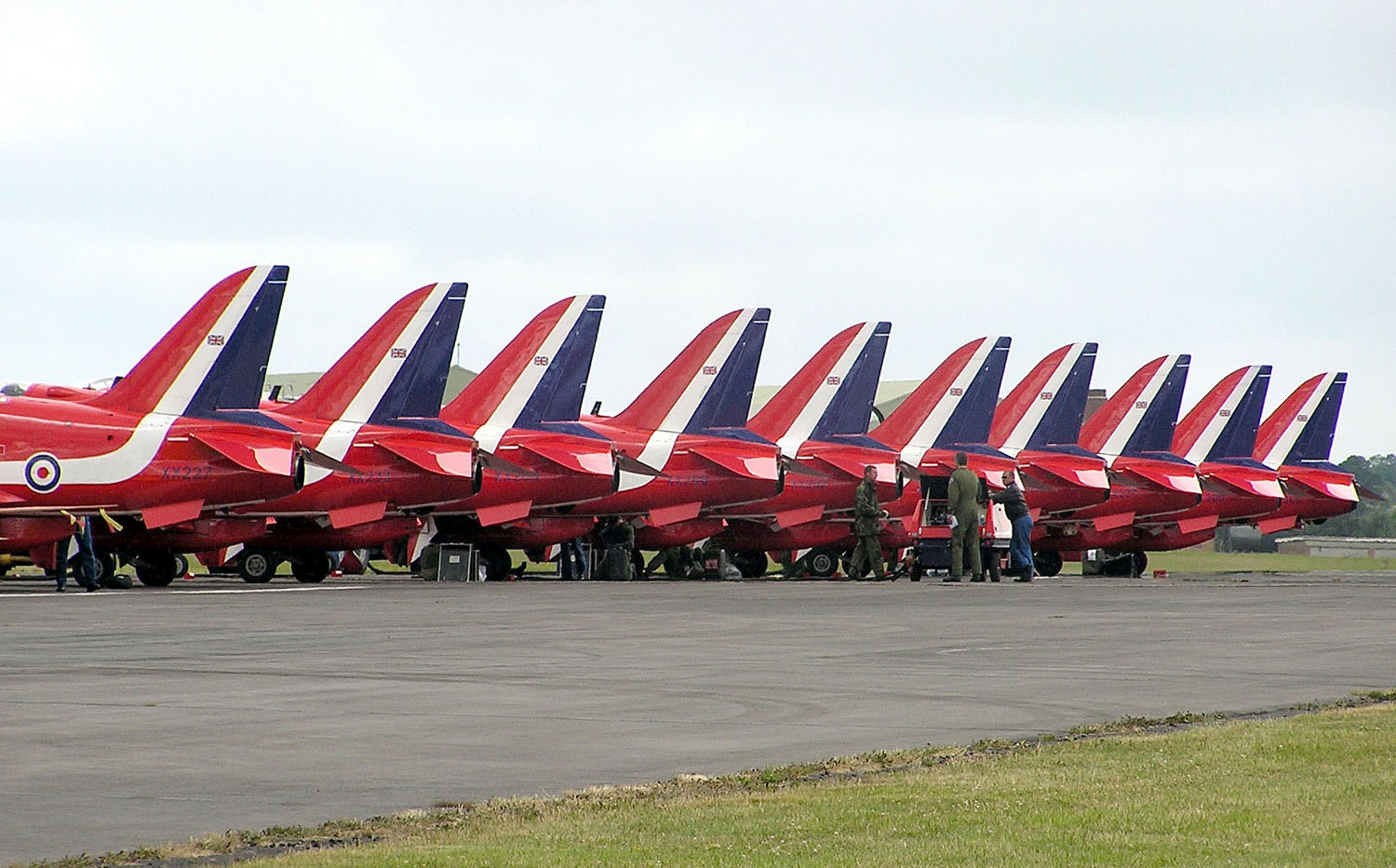
طائرات السهم الحمر العشر (9 للعرض وإحداهن احتياط).
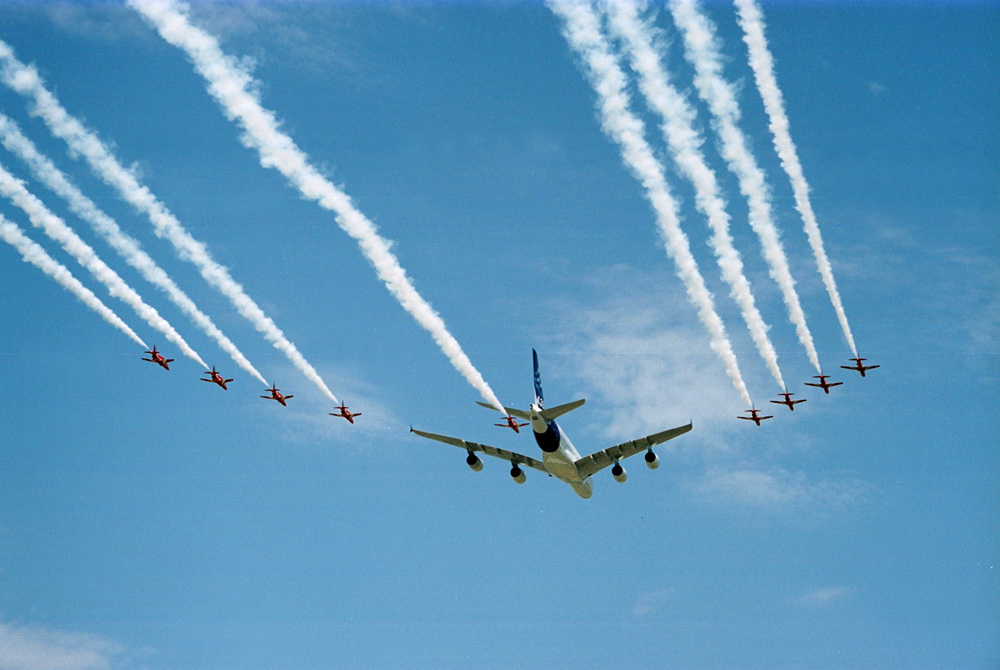
السهام الحمر في تشكيلة مع الطائرة العملاقة الإيرباص آي380.
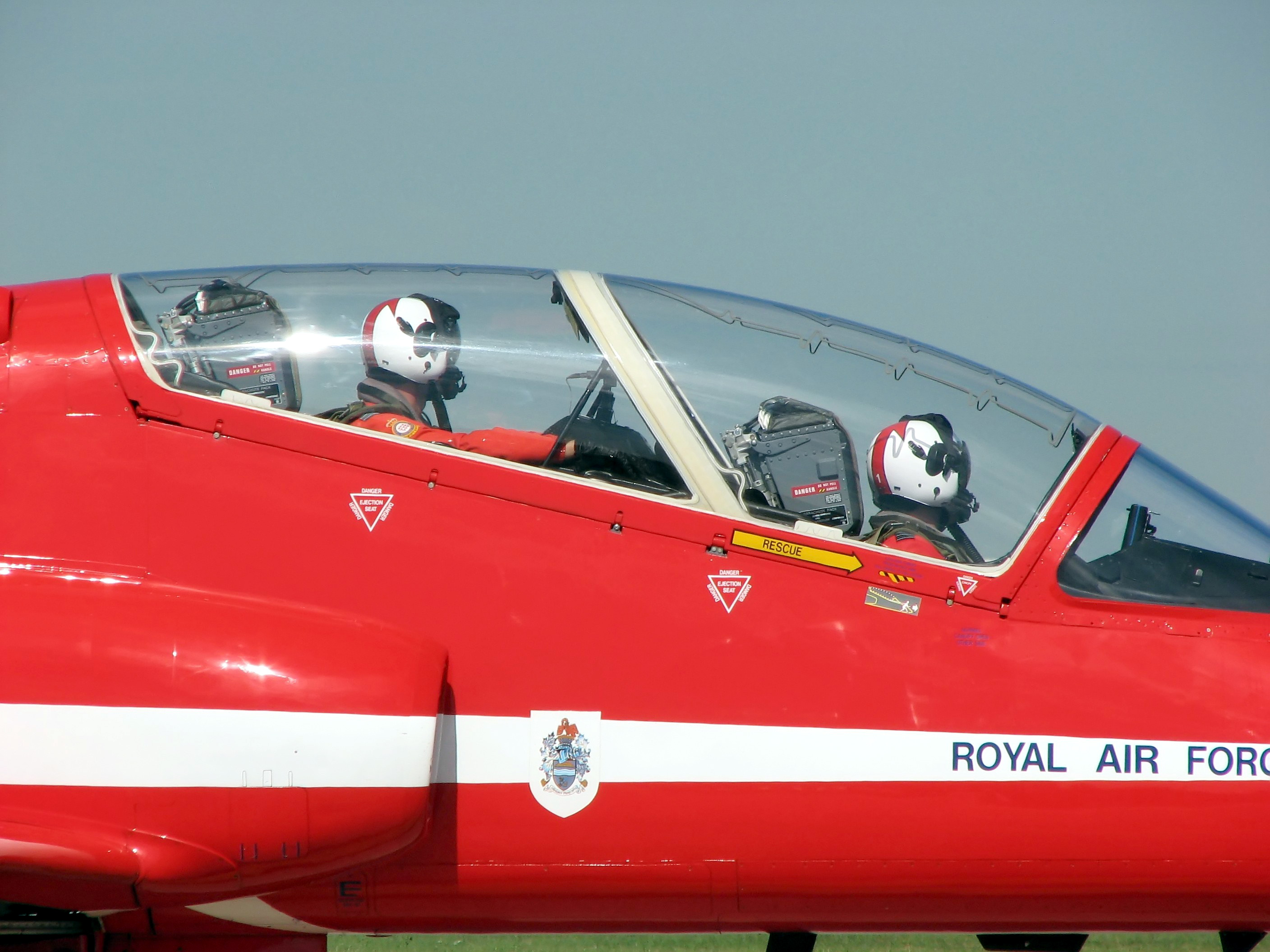
إحدى طائرات السهام الحمر أثناء طريقها إلى المدرج للإقلاع.
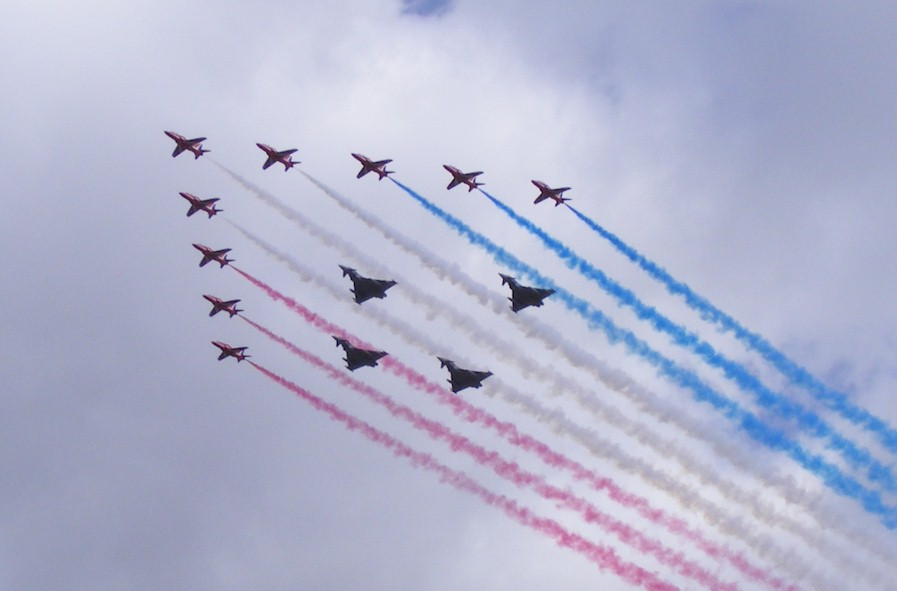
السهام الحمر في تشكيلة مع طائرتي يوروفايتر.
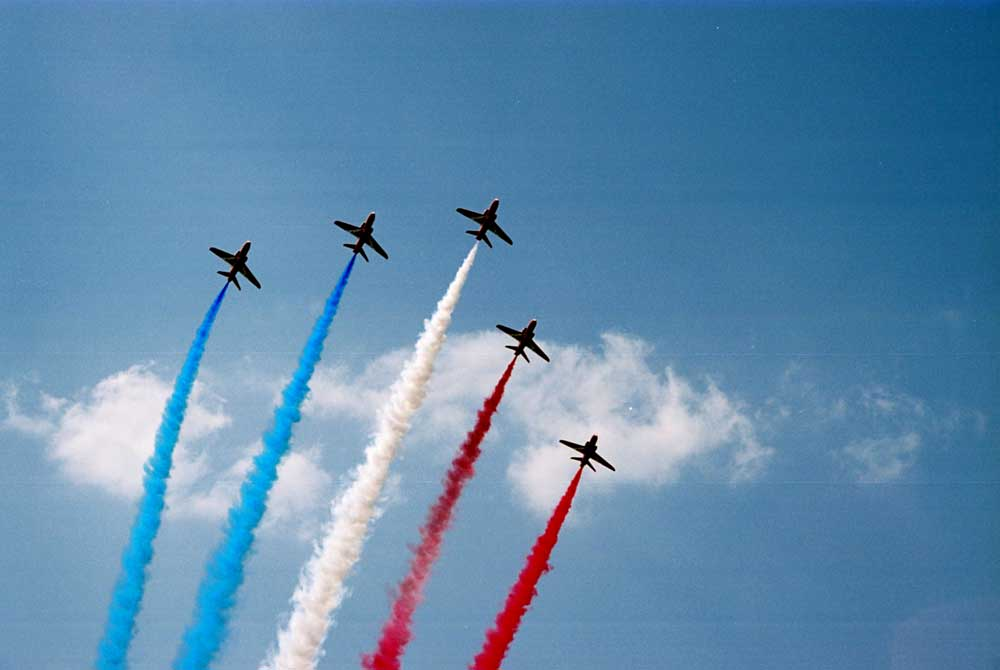
السهام الحمر معرض فارنبرا الجوي.